# Sean O'Malley
Sean O'Malley (Helena, 24 ottobre 1994) è un artista marziale misto statunitense che combatte nella divisione pesi gallo per la promozione statunitense UFC.

## Carriera nelle arti marziali miste
O'Malley si allena a Glendale presso la The MMA Lab, diretto dal capo allenatore John Crouch. Ha combattuto i suoi primi cinque combattimenti della sua carriera in Montana, per poi spostarsi nel Nord Dakota, per combattere poi per la Legacy Fighting Alliance dove riesce ad ottenere un'incredibile vittoria per KO con uno spinning hook kick su David Nuzzo. Dopo questa vittoria si guadagna un posto per il Dana White's Tuesday Night Contender Series sfidando Alfred Khashakyan. O'Malley, con un'altra sorprendente prestazione, lo batte per KO al primo round. Dopo questa vittoria ottiene un contratto con la UFC.

### Ultimate Fighting Championship
O'Malley ha fatto il suo debutto in UFC il 1 ° dicembre 2017 a The Ultimate Fighter 26 Finale contro Terrion Ware, vincendo l'incontro per decisione unanime.
O'Malley ha affrontato Andre Soukhamthath ad UFC 222. Vince l'incontro per decisione unanime, nonostante un infortunio al piede al terzo round. Questo incontro gli fa guadagnare il premio Fight of the Night.
Ad UFC 292 O'Malley sconfigge per KO tecnico al secondo round Aljamain Sterling, diventando il nuovo campione dei pesi gallo. Questo incontro gli fa guadagnare il premio Performance of the Night.
Dopo aver difeso il titolo nel rematch contro Marlon Vera a UFC 299, il 14 settembre viene sconfitto via decisione unanime da Merab Dvalishvili a UFC 306.

## Risultati nelle arti marziali miste
| Risultato  | Record   | Avversario            | Metodo | Evento                                            | Data              | Round | Tempo | Luogo                          | Note                                                       |
| ---------- | -------- | --------------------- | --- | ------------------------------------------------- | ----------------- | ----- | ----- | ------------------------------ | ---------------------------------------------------------- |
| Sconfitta  | 18-3 (1) | Merab Dvalishvili     | Sottomissione (north-south choke                                                                          | UFC 316                                           | 8 giugno 2025     | 3     | 4:42  | Newark, Stati Uniti            | Per il titolo pesi gallo UFC.                              |
| Sconfitta  | 18-2 (1) | Merab Dvalishvili     | Decisione (Unanime)                                                                                       | UFC 306                                           | 14 settembre 2024 | 5     | 5:00  | Las Vegas, Stati Uniti         | Perde il titolo pesi gallo UFC.                            |
| Vittoria   | 18-1 (1) | Marlon Vera           | Decisione (unanime)                                                                                       | UFC 299                                           | 9 marzo 2024      | 5     | 5:00  | Miami, Stati Uniti             | Difende il titolo pesi gallo UFC. Performance of the Night |
| Vittoria   | 17-1 (1) | Aljamain Sterling     | KO tecnico (pugni)                                                                                        | UFC 292                                           | 19 agosto 2023    | 2     | 0:51  | Boston, Stati Uniti            | Vince il titolo pesi gallo UFC. Performance of the Night   |
| Vittoria   | 16-1 (1) | Petr Yan              | Decisione (non unanime)                                                                                   | UFC 280: Oliveira vs. Makhachev                   | 22 ottobre 2022   | 3     | 5:00  | Abu Dhabi, Emirati Arabi Uniti | Fight of the Night                                         |
| No Contest | 15-1 (1) | Pedro Munhoz          | No Contest (eye poke accidentale)                                                                         | UFC 276                                           | 2 luglio 2022     | 2     | 1:51  | Las Vegas, Stati Uniti         |                                                            |
| Vittoria   | 15-1     | Raulian Paiva         | KO tecnico (pugni)                                                                                        | UFC 269: Oliveira vs. Porier                      | 11 dicembre 2021  | 1     | 4:42  | Las Vegas, Stati Uniti         | Performance of the Night                                   |
| Vittoria   | 14-1     | Kris Moutinho         | KO tecnico (pugni)                                                                                        | UFC 264: Poirier vs. McGregor 3                   | 10 luglio 2021    | 3     | 4:33  | Las Vegas, Stati Uniti         | Fight of the Night                                         |
| Vittoria   | 13-1     | Thomas Almeida        | KO (pugni)                                                                                                | UFC 260: Miocic vs. Ngannou 2                     | 27 marzo 2021     | 3     | 3:52  | Las Vegas, Stati Uniti         | Performance of the Night                                   |
| Sconfitta  | 12-1     | Marlon Vera           | KO tecnico (gomitate e pugni, dopo essersi infortunato alla gamba in seguito ad un calcio subito da Vera) | UFC 252: Miocic vs. Cormier 3                     | 15 agosto 2020    | 1     | 4:40  | Las Vegas, Stati Uniti         |                                                            |
| Vittoria   | 12-0     | Eddie Wineland        | KO (pugno)                                                                                                | UFC 250: Nunes vs. Spencer                        | 6 giugno 2020     | 1     | 1:54  | Las Vegas, Stati Uniti         | Performance of the Night                                   |
| Vittoria   | 11-0     | José Alberto Quiñónez | KO tecnico (calcio alla testa e pugni)                                                                    | UFC 248: Adesanya vs. Romero                      | 7 marzo 2020      | 1     | 2:02  | Las Vegas, Stati Uniti         | Performance of the Night                                   |
| Vittoria   | 10-0     | Andre Soukhamthath    | Decisione (unanime)                                                                                       | UFC 222: Cyborg vs. Kunitskaya                    | 3 marzo 2018      | 3     | 5:00  | Las Vegas, Stati Uniti         | Fight of the Night                                         |
| Vittoria   | 9-0      | Terrion Ware          | Decisione (unanime)                                                                                       | The Ultimate Fighter: A New World Champion Finale | 1 dicembre 2017   | 3     | 5:00  | Las Vegas, Stati Uniti         |                                                            |
| Vittoria   | 8-0      | Alfred Khashakyan     | KO (pugno)                                                                                                | Dana White's Tuesday Night Contender Series 2     | 18 luglio 2017    | 1     | 4:14  | Las Vegas, Stati Uniti         |                                                            |
| Vittoria   | 7-0      | David Nuzzo           | KO (spinning hook kick)                                                                                   | LFA 11: Frincu vs. Mendonça                       | 5 maggio 2017     | 1     | 2:15  | Phoenix, Stati Uniti           |                                                            |
| Vittoria   | 6-0      | Irvin Veloz           | KO (pugno)                                                                                                | EB: Beatdown 20                                   | 18 marzo 2017     | 1     | 2:34  | New Town, Stati Uniti          |                                                            |
| Vittoria   | 5-0      | Tycen Lynn            | KO (calcio alla testa)                                                                                    | Intense Championship Fighting 26                  | 21 ottobre 2016   | 2     | 2:57  | Great Falls, Stati Uniti       |                                                            |
| Vittoria   | 4-0      | Mark Coates           | Decisione (unanime)                                                                                       | Intense Championship Fighting 23                  | 7 novembre 2015   | 3     | 5:00  | Helena, Stati Uniti            | Incontro pesi mosca                                        |
| Vittoria   | 3-0      | Omar Avelar           | Sottomissione (rear-naked choke)                                                                          | Intense Championship Fighting 20                  | 21 agosto 2015    | 1     | 2:55  | Great Falls, Stati Uniti       |                                                            |
| Vittoria   | 2-0      | Shane Sargent         | KO (pugni)                                                                                                | Intense Championship Fighting 19                  | 3 luglio 2015     | 1     | 2:03  | Choteau, Stati Uniti           |                                                            |
| Vittoria   | 1-0      | Josh Reyes            | KO tecnico (pugni)                                                                                        | Intense Championship Fighting 17                  | 6 marzo 2015      | 1     | 1:33  | Great Falls, Stati Uniti       |                                                            |